# Марринер, Андре
Андре́ Ма́рринер (англ. Andre Marriner; родился 1 января 1971 года) — английский футбольный арбитр. Судил матчи английской Премьер-лиги.

## Карьера
Начал судейскую карьеру в 1992 году в любительской футбольной ассоциации Бирмингема. Затем обслуживал матчи Южной футбольной лиги, а c 2000 году начал работать помощником судьи на матчах Футбольной лиги.
В 2003 году его включили в список судей Футбольной лиги, а 13 ноября 2003 года Марринер отсудил свой первый матч в Премьер-лиге: это была встреча между «Чарльтоном» и «Норвич Сити», завершившаяся победой «Чарльтона» со счётом 4:0.
В 2005 году Марринер был включён в список арбитров, обслуживающих матчи Премьер-лиги. В том же году он отработал на финальном матче Молодёжного кубка Англии, в котором встретились «Саутгемптон» и «Ипсвич Таун» (победу одержал «Ипсвич»).
Марринер был назначен четвёртым судьей в матче на Суперкубок Англии, который прошёл 9 августа 2008 года. В матче встретились «Портсмут» и «Манчестер Юнайтед». Матч должен был судить Марк Клаттенбург, но затем он был отстранён и арбитром матча стал Питер Уолтон. Помощниками Уолтона в этом матче были Дейв Ричардсон и Иан Гослинг.
24 июня 2010 года Марринер был назначен арбитром на матч Суперкубка Англии 2010, который прошёл на «Уэмбли» 8 августа.

## Статистика
| Сезон   | Матчи | Всего | за игру | Всего | за игру |
| ------- | ----- | ----- | ------- | ----- | ------- |
| 2002/03 | 10    | 33    | 3,30    | 5     | 0,50    |
| 2003/04 | 27    | 70    | 2,59    | 8     | 0,30    |
| 2004/05 | 37    | 80    | 2,16    | 10    | 0,27    |
| 2005/06 | 28    | 76    | 2,71    | 7     | 0,25    |
| 2006/07 | 32    | 96    | 3,00    | 5     | 0,15    |
| 2007/08 | 37    | 112   | 3,02    | 6     | 0,16    |
| 2008/09 | 33    | 108   | 3,20    | 7     | 0,21    |